# The Story of Robin Hood and His Merrie Men
The Story of Robin Hood and His Merrie Men (bra: Robin Hood, o Justiceiro; prt: Robin dos Bosques, o Justiceiro) é um filme estadunidense de 1952, dos gêneros ação, aventura e ficção histórica, dirigido por Ken Annakin para a Walt Disney Pictures, com roteiro de Edward Lawrence Watkin.. 

## Produção
A produção começou em abril de 1951, no Film Studios Denham em Londres[carece de fontes?]. Este foi o segundo filme da Disney feito na Inglaterra[carece de fontes?], sendo o primeiro Treasure Island (1950)[carece de fontes?]. Estes e vários outros filmes da Disney foram feitos usando fundos britânicos congelados durante a Segunda Guerra Mundial.[carece de fontes?]
The Story of Robin Hood and His Merrie Men foi filmado em 3-strip Technicolor[carece de fontes?]. A estréia mundial foi em Londres, em 13 de março de 1952 , a abertura  em New York foi em 26 de junho de 1952[carece de fontes?].

## Elenco
- Richard Todd como Robin Hood
- Joan Rice como lady Marian
- Peter Finch como o xerife de Nottingham
- James Hayter como o frei Tuck
- James Robertson Justice como Little John
- Martita Hunt como a rainha Leonor da Aquitânia
- Hubert Gregg como o príncipe João
- Elton Hayes como Alan-a-Dale
- Anthony Eustrel como o arcebispo de Canterbury
- Patrick Barr como rei Ricardo 1.º
- Anthony Forwood como Will Scarlet
- Bill Owen como Will Stutely